# Cathédrale de l'Immaculée-Conception de Dili
Pour les articles homonymes, voir Cathédrale de l'Immaculée-Conception.
La cathédrale de l'Immaculé-Conception de Dili (Catedral Metropolitana da Imaculada Conceição en portugais), est la principale église catholique romaine de l'archidiocèse de Dili dans la capitale du Timor oriental.

## Historique
La volonté pour la construction de la cathédrale débute en 1984 avec l'obtention d'un financement du gouvernement indonésien totalisant autour de 235 mille dollars américains. La lieu choisi pour l'érection de la cathédrale est une terrain de dix mille mètres carrés, large de dix-huit mille mètres et pouvant avoir la capacité de recevoir deux mille fidèles. À ce moment, celle-ci était considéré comme étant la plus grande cathédrale dans le sud-est asiatique. Le déroulement de la cérémonie se fait en présence du l'administrateur apostolique de Dili, Carlos Filipe Ximenes Belo,.
En octobre 1989, la cathédrale est bénie par le pape Jean-Paul II.
La cathédrale remplace alors l'église Santo António de Motael qui agissait de facto comme cathédrale du diocèse de Dili depuis la reconstruction de cette dernière en 1955,.
La cathédrale joue un rôle important dans lors des évènements entourant l'indépendance du Timor oriental. Lauréat du prix Nobel de la paix en 1996, l'évêque Belo conseille aux Timorais de voter en grand nombre aux élections avec l'esprit d'humiité qui caractérisait Jésus-Christ.

## Évènements courants
Le 1er mars 2007, le nonce apostolique Leopoldo Girelli célèbre une messe dans la cathédrale et visite les camps pour personnes déplacées basés autour de la capitale et du Séminaire de Notre-Dame de Fatima.
Le 27 avril 2002, près de deux mille personnes sont présentes dans la cathédrale pour l'arrivée de la statue de Notre-Dame de Fátima en provenance du Portugal. La statue faisait alors une tournée de trois semaines à travers le pays afin de célébrer l'indépendance du Timor oriental. Notre-Dame de Fátima est la sainte patronne du pays. Parmi les dignitaires présent lors de l'arrivée de la statue était présent Carlos Belo, Basílio do Nascimento et d'autres représentants religieux.
Le deux évêques catholiques du Timor oriental et le nonce apostolique du pays ont exhorté la population à mettre fin à la longue vague de violence prolongée suivant la crise timoraise de 2006 lors d'une messe célébrée le 4 mars 2007 dans  la cathédrale.
Le père Jose Maia est le prêtre de la cathédrale de l'Immaculée-Conception en 2009.

## Galerie

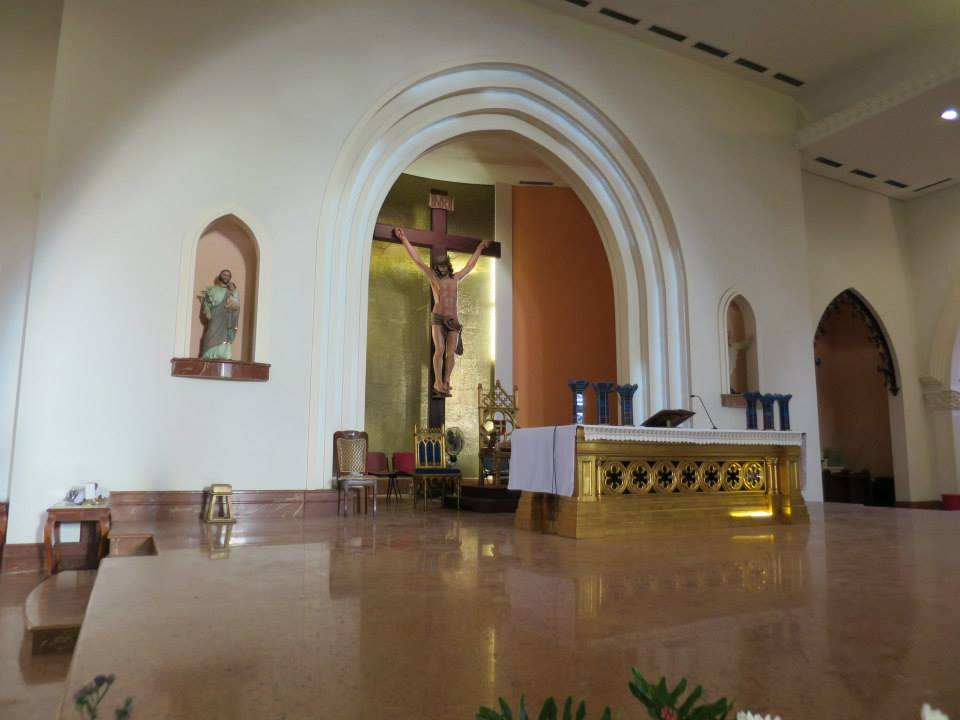
Autel de la cathédrale.
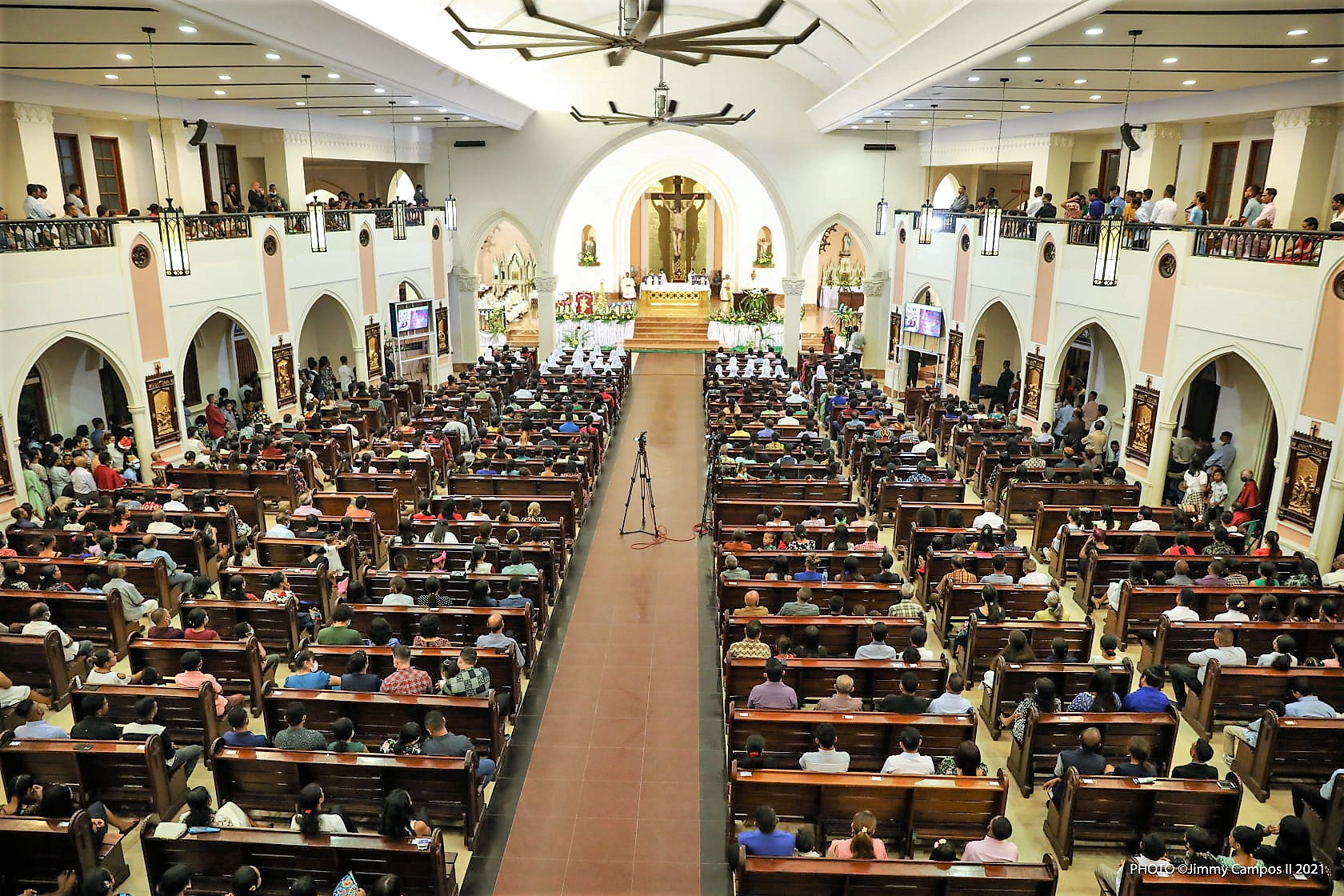
Messe de la Nativité.
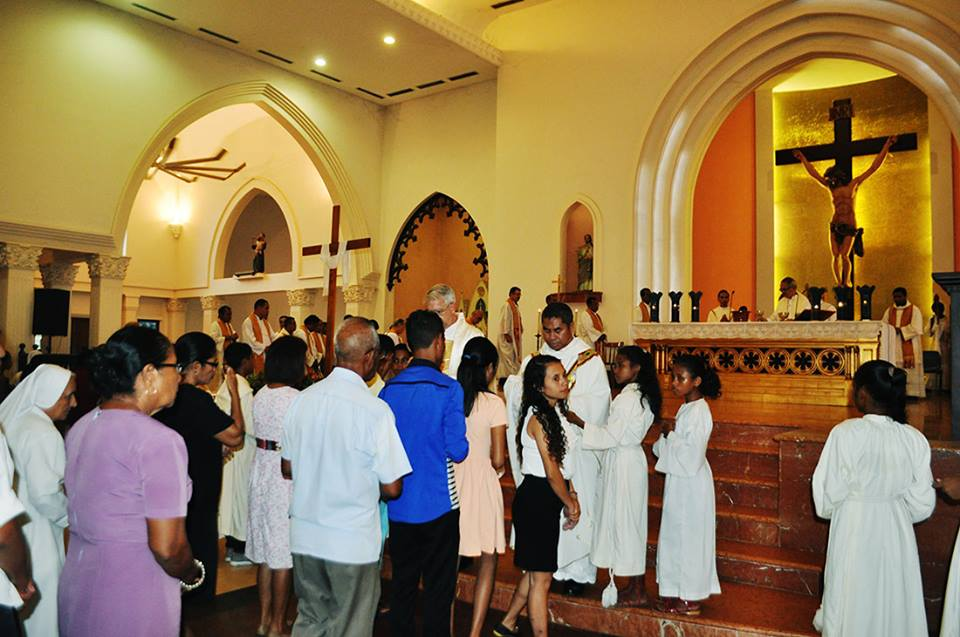
Eucharistie.
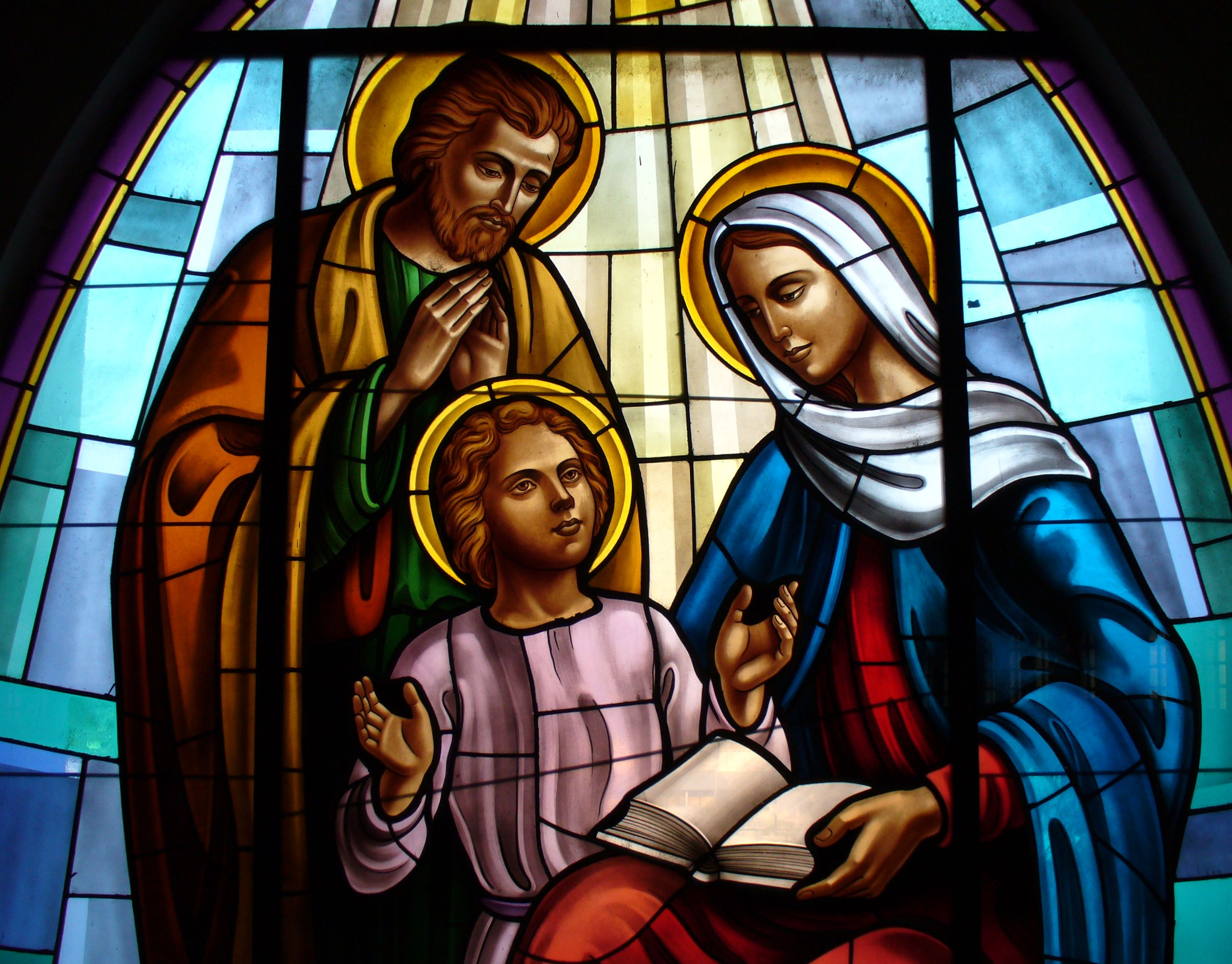
Détail d'un vitrail, la Sainte Famille.

## Source
- (en) Cet article est partiellement ou en totalité issu de l’article de Wikipédia en anglais intitulé « Immaculate Conception Cathedral, Dili » (voir la liste des auteurs).